# Zla Kolata
Zla Kolata (idioma montenegrino: Зла Колата, Zla Kolata, albanés: Kollata e Keqe) es una montaña de la Prokletije en la frontera de Albania y Montenegro. Tiene una elevación de 2534 metros, siendo la montaña más alta de Montenegro, y la decimosexta más alta de Albania. Se encuentra ubicada en la frontera del municipio de Montenegro Plav y en Kukes, Albania. Zla Kolata tiene una cumbre enorme y es un popular destino turístico en ambos países.